# 布雷米勒战役
布雷米勒战役（英语：Battle of Brémule；法语：Bataille de Brémule）是1119年8月20日发生在英格兰国王亨利一世与法王"胖子"路易六世之间的一场军事冲突。诺曼征服后就诺曼公国归属权问题英法各执一词，亨利曾为维护对诺曼底的主权而多次用兵。
此役胜利成功遏制了法兰西的入侵企图。法军在此战的失利迫使路易六世承认亨利之子威廉·艾德林为诺曼底公爵。尽管法兰西王室在战后仍暗中支持纪尧姆·克利顿的宣称，但1120年威廉·艾德林仍获正式授爵。

## 背景
此战的导火索可追溯至1106年的坦什布赖战役：时任英王的亨利囚禁了兄长罗伯特·柯索斯，夺取了兄长的诺曼底公国。但罗伯特之子纪尧姆·克利顿始终未放弃对诺曼底的继承权主张，1119年夏，法王路易六世以新占领的安德利城堡为战略支点，在诺曼底韦克桑地区发动军事干预，意图扶持纪尧姆重夺法理领地。

## 战争过程
法军制定了双线战略：路易六世亲率400精锐骑士突袭昂代勒河畔努瓦永要塞（今沙勒瓦勒），该城堡作为亨利一世新建的前沿据点而防御薄弱，法王计划策反守军实现快速占领，此举既能削弱英军防线又能树立政治象征。
而与此同时，亨利一世正筹备清除安德利地区的法军据点。8月20日拂晓，当英军主力在埃特雷帕尼实施粮草征缴时，韦尔克利沃高地瞭望哨发现法军异常动向。英王果断携王储威廉·艾德林率500骑士紧急驰援，最终在埃库伊与格兰维尔间的布雷米勒平原成功实施战术拦截。这场小规模冲突原本只是两国边境巡逻部队的遭遇战，却因双方君主亲征迅速升级为决定诺曼底公国归属的战略决战。
法方的史料着重于渲染路易六世的英勇形象：尽管这位胖子国王体型臃肿，他仍亲临战线与诺曼骑士短兵相接，甚至出现战马缰绳被敌方抓住的惊险场面。据称路易以钉头锤反击时高呼“国王既不会被战争俘获，也不会在棋盘上被将死！”，但后世考证显示此情节存在文学演绎的成分。英方记载则强调战术优势，声称仅三人阵亡却获取大量战俘赎金。

## 后续
英军此役的胜利不仅挫败了法军突袭的计划，更奠定1120年威廉·艾德林正式获封诺曼底公爵的政治基础，标志着英王在诺曼底统治权的最终确立，使得卡佩王朝被迫暂时放弃夺回诺曼底的野心。